# Castelo da Costurera
O Castelo da Costurera localiza-se no município de Balones, na província de Alicante, comunidade autónoma da Comunidade Valenciana, na Espanha.

## História
Em posição dominante sobre o cerro da Costurera, a 750 metros acima do nível do mar, remonta a uma fortificação muçulmana, posteriormente reedificada por cristãos.

## Características
Apresenta planta irregular orgânica (adaptada ao terreno), da qual nos restam alguns troços das muralhas em taipa e alvenaria de pedra. Entre esses vestígios destacam-se duas torres ao Norte: uma de planta cúbica, de origem muçulmana, e outra, semicilíndrica, adossada à muralha, de origem cristã.